# Centro hospitalar de São Tomé
Centro hospitalar de São Tomé (soms ook Hospital Dr. Ayres Menezes of Ayres Menezes Hospital genoemd) is het grootste en belangrijkste ziekenhuis in Sao Tomé en Principe. Het ziekenhuis bevindt zich in het district Água Grande, net ten noordwesten van de hoofdstad Sao Tomé.
Hoewel de Santomese overheid het als een belangrijke taak beschouwt de voorzieningen in het ziekenhuis op peil te houden, zijn de mogelijkheden beperkt en wordt bij ernstige ziektes aangeraden voorzieningen in een ander land te zoeken.
Zowel in 2006 als in 2009 werd met buitenlandse hulp (Amerikaans en Portugees respectievelijk) een voorziening voor hemodialyse opgezet.